# Mata de Bule
Mata de Bule är en ort i Mexiko.   Den ligger i kommunen Santa María Colotepec och delstaten Oaxaca, i den sydöstra delen av landet, 500 km sydost om huvudstaden Mexico City. Mata de Bule ligger 435 meter över havet och antalet invånare är 293.
Terrängen runt Mata de Bule är kuperad. Runt Mata de Bule är det ganska glesbefolkat, med 42 invånare per kvadratkilometer. Närmaste större samhälle är San Juanito o la Botija, 10,5 km sydost om Mata de Bule. I omgivningarna runt Mata de Bule växer i huvudsak lövfällande lövskog.